# Олійні фарби

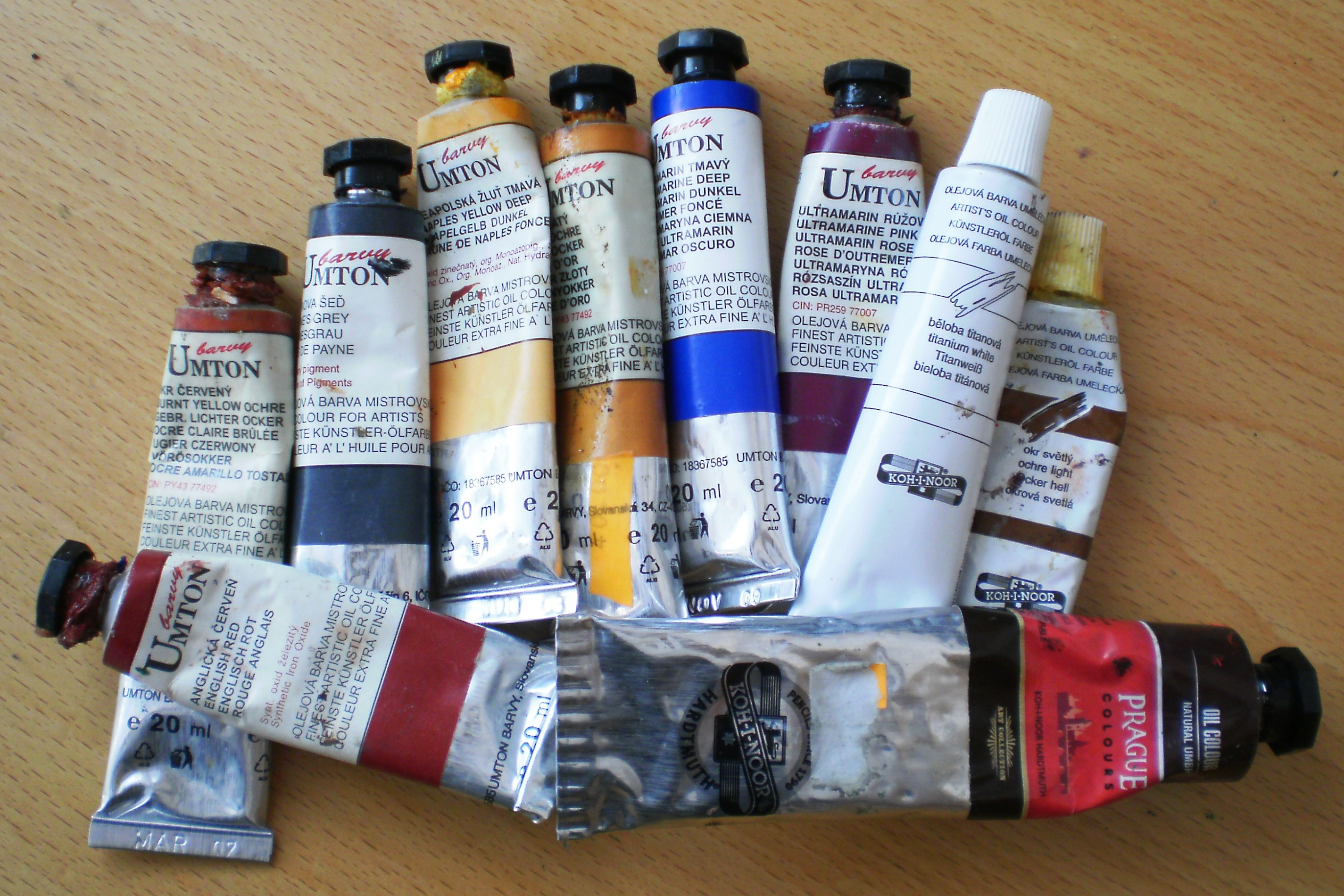
Тюбики з олійною фарбою

Олійні фарби — густі пасти, приготовані шляхом розтирання пігменту зі сполучною речовиною, в якій головною складовою частиною є олія чи оліфа. Олійні фарби не розчиняються водою, непрозорі, яскраві та міцні. Їхнє тверднення, на відміну від інших фарб, відбувається завдяки полімеризації сполучної речовини, а не її випаровуванню. Використовуються для оздоблювальних робіт і в живописі.

## Склад

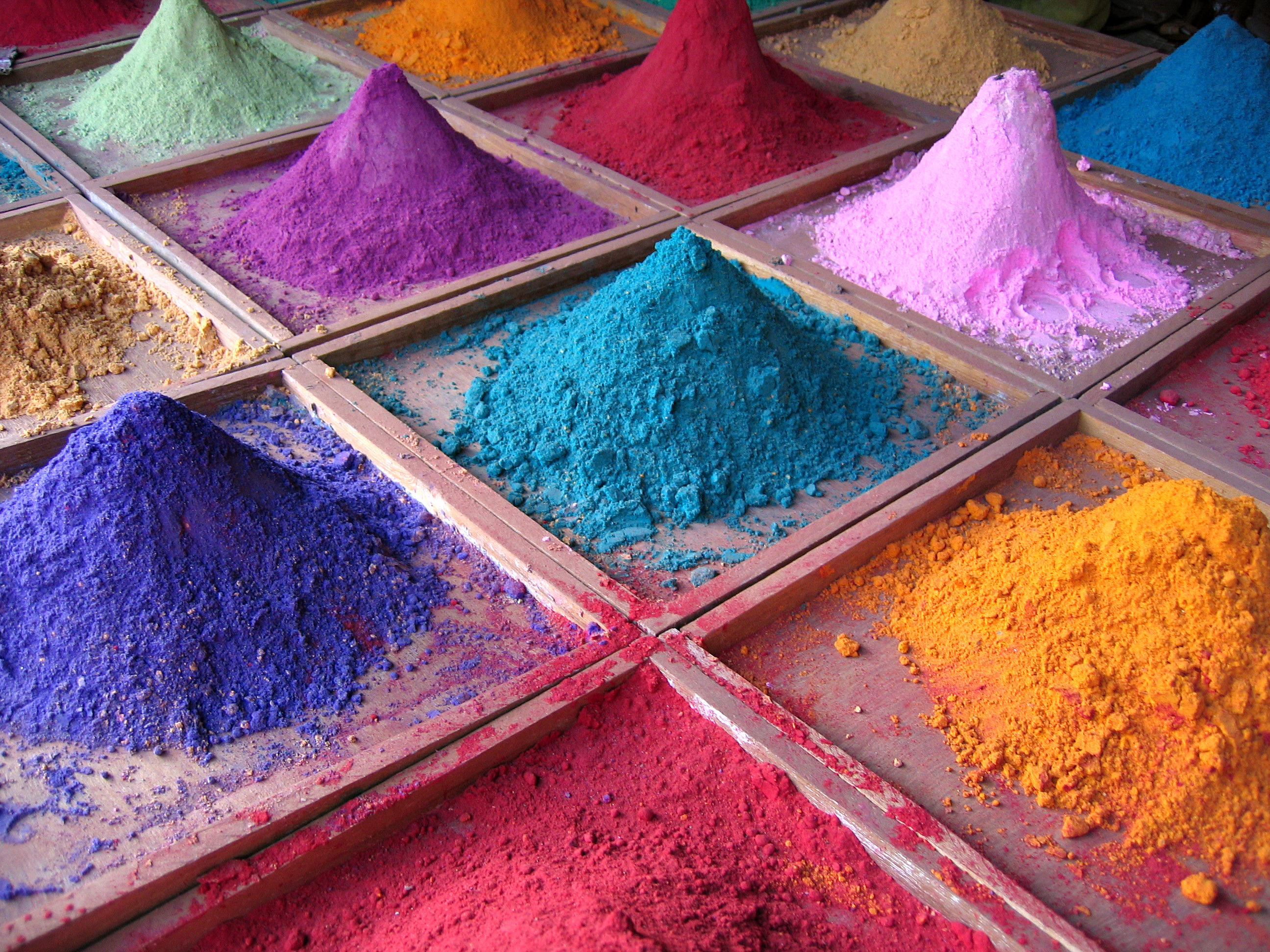
Пігменти, основа фарби

Олійна фарба є сумішшю пігменту та олії, що слугує сполучною речовиною. Підходять не всі олії, а тільки ті, що містять понад 66% ненасичених жирних кислот, а саме лінолеву та ліноленову, здатні утворювати полімерні плівки. На відміну від темпери, акрилової фарби, акварелі чи гуаші, які тверднуть через випаровування рідини з фарби, олійна фарба твердне через полімеризацію олії внаслідок її окиснення. В фарбах для живопису найпопулярніша лляна олія, також використовується сафлорова, макова або горіхова, що впливає на блиск, висихання та інших властивості, важливі художникам. Соняшникова олія погано підходить через низький вміст ненасичених жирних кислот, а оливкова, рицинова та ріпакова не підходять зовсім. Фарби для оздоблювальних робіт містять оліфи (продукти переробки олій) з різними добавками.
Для використання фарбу потрібно розбавляти розчинником, або він додається в фарбу ще при її виробництві. Часто розчинником слугує скипидар. Олійна фарба також може містити ряд добавок, що сприяють швидшому висиханню (сикативи), колірним характеристикам та іншим якостям. Поширеними наповнювачами є сульфат барію та гідрат оксиду алюмінію, що збільшують об'єм фарби, не впливаючи на її колір.
Головними перевагами олійних фарб є пластичність і глибина кольору. Завдяки цьому їх можна наносити як дуже тонкими, так і товстими шарами. Фарба повільно висихає, що забезпечує змогу по-різному змішувати фарби, надавати широкого діапазону тональних переходів і відтінків. Після висихання олійні фарби майже не змінюють своїх колірних властивостей і надійно захищають поверхню від зовнішніх впливів. Проте внаслідок нерівномірності висихання, фарба, нанесена в декілька шарів може розтріскуватися. Тому оптимально наносити її на поверхню з перервами, чекаючи поки черговий шар висохне. В ході полімеризації, якщо в фарбі присутні іони металів, може відбуватися омилення, що змінює оптичні властивості фарби та призводить до розшаровування.

## Промислове виробництво олійних фарб
Процес виробництва олійних фарб складається з таких основних етапів:
1. Підготовка компонентів. На цій стадії готують основні компоненти для виробництва, а саме сухі суміші пігменту, олії, поверхнево-активних речовин та смол у співвідношеннях, що відповідають властивостям кожного пігменту. Усі компоненти змішують та поміщають у промислові млини для диспергації. Деякі пігменти вимагають вакуумного диспергування, для додаткового видалення води та захопленого пігментами повітря.
2. Процес розтирання суміші в млинах відбувається у декілька етапів. Зазвичай у промисловості виконується 3–4 кратна диспергація. Мета диспергації полягає у максимальному збільшенні питомої поверхні кожного пігменту, від цього залежить якість кінцевого продукту.
3. Останній етап полягає у додаванні різних додатків, таких як антисептик, антибактеріальний додаток, стабілізатор (віск), після чого проводять тести якості цієї фарби. Стандарти контролю полягають у перевірці міцності поверхні фарби, стійкість до біологічного деградування, стабільність до дії ультрафіолетових променів, стабільність до дій температур. Після цього відібрану олійну фарбу залишають на 6 місяців для природного відділення надлишків олії від пігменту.

## У оздоблювальних роботах

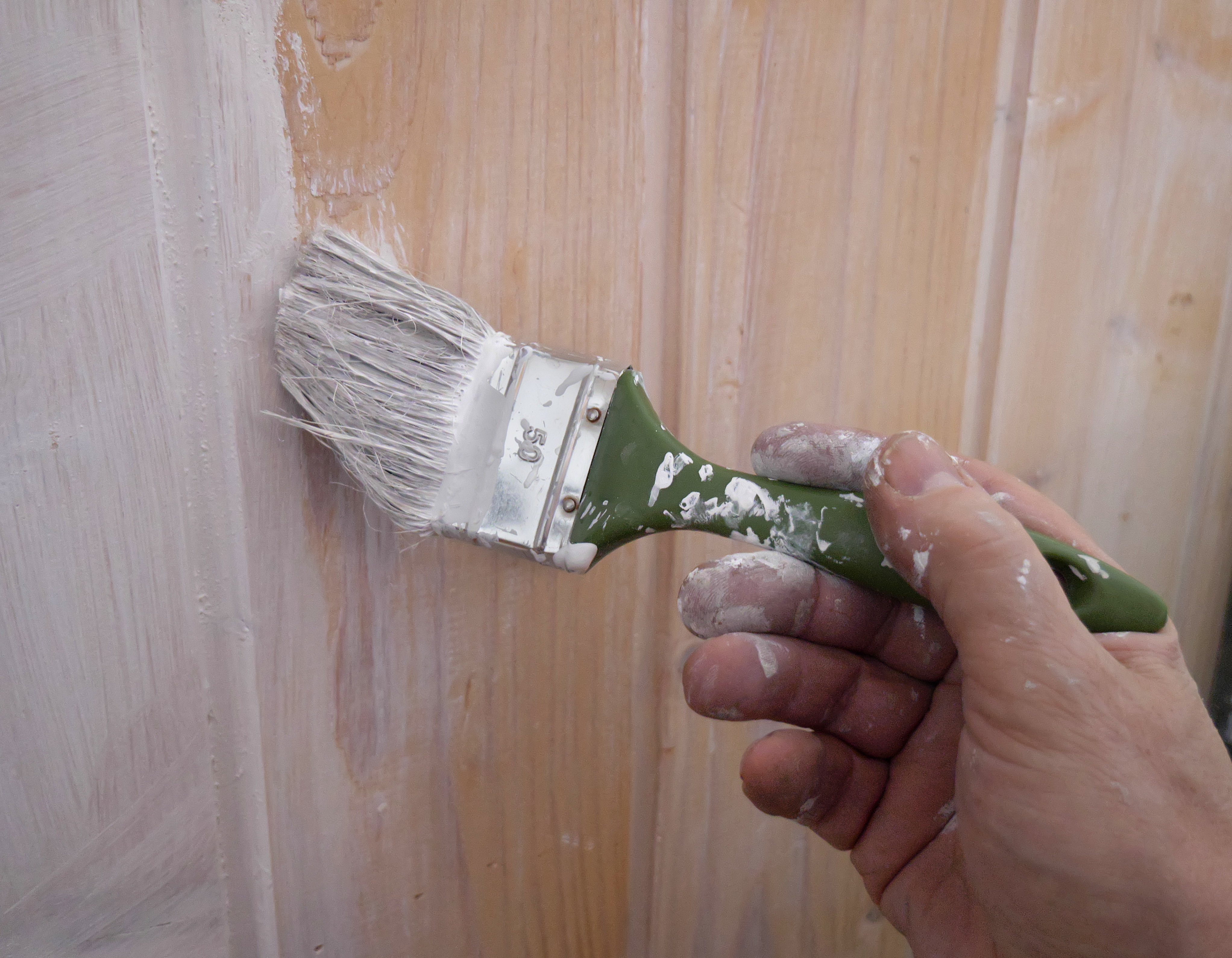
Фарбування дерев'яної стіни

Олійні фарби використовуються як для внутрішніх, так і зовнішніх оздоблювальних робіт. Ними можуть покриватися дерев'яні вироби, підлога. Для забарвлення поверхонь олійними фарбами використовують «ручники» — круглі щітки невеликого розміру та флейци — плоскі пензлі на короткій ручці, а також валики.
Зазвичай фасуються в банки місткістю 0,5-3 літри. Якщо олійну фарбу потрібно використовувати як ґрунтовку, то її розбавляють уайт-спірітом, скипидаром, гасом та іншими розчинниками. Перед використанням може знадобитися збовтати фарбу, бо частинки пігменту опускаються на дно.
За типом плівкотвірної речовини олійні фарби класифікуються таким чином, згідно з державним стандартом:
- ГФ-023 — олійні фарби на гліфталевій оліфі;
- МА-021 — олійні фарби на натуральній оліфі;
- МА-025 — олійні фарби на комбінованій оліфі;
- ПФ-024 — олійні фарби на пентафталевій оліфі.

## У художній творчості

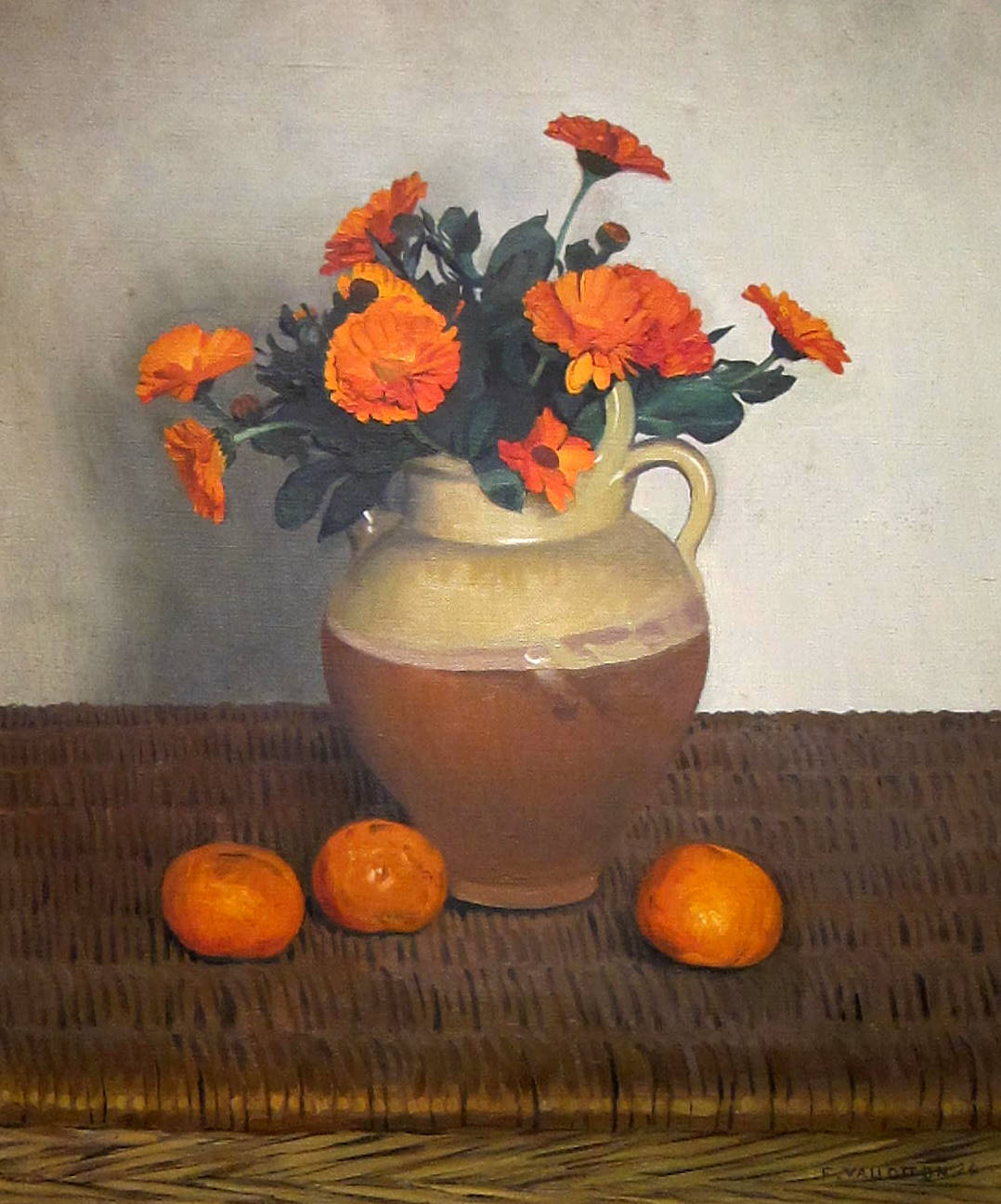
«Чорнобривці і мандарини», олійний натюрморт Фелікса Валлотона, 1924 р.

Олійна фарба для живопису зазвичай фасується в металеві тюбики, що дозволяє довго зберігати її рідкою. Крім того може вироблятися у вигляді брусків, де фарба змішана з воском. Такими брусками можна малювати, як олівцями, без пензлів, палітр чи розчинників.
Фарбу можна наносити на поверхню практично будь-яким інструментом, включаючи пензель, мастихін, тканину, шпатель, муштубель. Пензлі для малювання олійними фарбами можуть бути як натуральними, з шерсті тварин, так і з синтетичних волокон. Зазвичай поверхнею для малювання слугує полотно, дерев'яна дошка, папір, але також придатні метал, гума та інші матеріали. Поверхню часто ґрунтують для покращення зчеплення шарів фарби з основою, поглинання надлишків сполучної речовини з фарби, запобігання впливу температури й вологості середовища на поверхню. Ґрунт крім того визначає фактуру поверхні. Він може бути різноманітним — емульсійним, олійним, клейовим, комбінованим, синтетичним, залежно від матеріалу основи.
Традиційно підготовчий малюнок виконується вугіллям або крейдою, після чого наносять шари фарби. Кожен вищий шар більш розбавлений, щоб полегшити висихання та запобігти відшаруванню фарби. Зазвичай вважається, що малюнок повністю готовий, коли полімеризація цілком закінчилася, що може тривати рік і довше. Далі на нього наноситься смоляний або восковий лак за допомогою м'якого пензля чи пульверизатора.